# Győröd
 Győröd (románul:  Ghiroda, németül:  Giroda, Kiroda) falu Romániában, a Bánságban, Temes megyében. Az első világháborúig Temes vármegye Központi járásához tartozott.

## Nevének változásai
1839, 1863–1900 Giroda.

## Története
Reiszig Ede így ír a településről  Temes vármegye községei című munkájában:
„A középkorban Gyüreg (1389), Kysgywregh (1418), Naggyrywg (1429) és Gywrewd (1497) alakban fordul elő az oklevelekben. Az 1492-1498. években a Kenéz-Rekeszi Gyüredi-család volt itt birtokos. Az 1717. évi kamarai jegyzékben Girouda alakban találjuk, 24 házzal. A Mercy-féle térképen Gyroda alakban, a temesvári kerületben lakott helyként van feltüntetve. 1781-ben Sándor Mihály vette meg a kincstártól. 1786-ban gróf Althan Mihály János, 1790-ben Remetei Kőszeghy János, 1803-ban Losonczi Gyürky István lett az ura, 1839-ben Gyürky Pál, Krassó vármegye főispánja és 1896-ban gróf Gyürky Ábrahám volt a helység legnagyobb birtokosa. ... A görög-keleti román templom 1840-ben épült. .... A községhez tartozik Erzsébet-puszta, mely gróf Gyürky Pálné szül. Vay Erzsébettől vette a nevét. A mai Győröd és Temesremete között feküdt a középkorban Dég, mely már az 1332-37. évi pápai tizedjegyzékben is előfordul. Egy 1429-ben kelt oklevél a mai Temesgyarmat szomszédjaként említi. 1523-ban Lepsényi Miklós volt itt birtokos. 1571-ben, a Pozsonyban székelő apácák tartanak hozzá jogot. A hódoltság alatt elpusztult, de az 1723-25. évi gróf Mercy-féle térképen még Győröd és Temesremete között van feltüntetve.”

## Népessége
- 1900-ban 1184 lakosából  774 volt román, 232 magyar, 117 német, 61 egyéb (9 szerb )  anyanyelvű; 835 ortodox, 298 római katolikus, 31 református, 12 zsidó és 8 egyéb vallású.
- 2002-ben a 4907 lakosából 4531 volt román,  260 magyar, 32 cigány, 26 szerb, 25 német, 13 szlovák és 20 egyéb, 3991 ortodox, 400 pünkösdista, 109 baptista, 40 görögkatolikus, 36 református és 20 egyéb vallású.

## Külső hivatkozások
- Honlap
- BANATerra
- térkép